# Vincenzo Damiano
Vincenzo Damiano (Casalnuovo di Napoli, 14 aprile 1943 – Acerra, 19 maggio 2000) è stato un calciatore italiano, di ruolo attaccante.

## Carriera
Ala destra cresciuta nel Casalnuovo, passa al Napoli dove non disputa gare di campionato e nel 1965 viene ceduto al Modena dove gioca per tre stagioni di Serie B.
Nel 1968 passa all'Arezzo con cui vince il campionato di Serie C 1968-1969 e torna a disputare altri due campionati di Serie B.
Termina la carriera in Serie C al Crotone nel 1974 dopo una parentesi con il Montevarchi.

## Palmarès

### Club

#### Competizioni nazionali
- Serie C: 1

Arezzo: 1968-1969